# Governatori generali della Libia italiana
I Governatori generali della Libia italiana dal 1934 (data di unificazione fra Tripolitania italiana e Cirenaica italiana, ex R.d.l. 3 dicembre 1934, n. 2012) al 1943 (costituzione dell'Amministrazione alleata della Libia) furono i seguenti.

## Lista
| Governatore | Governatore      | Inizio          | Fine            |
| ----------- | ---------------- | --------------- | --------------- |
|             | Italo Balbo      | 1º gennaio 1934 | 28 giugno 1940  |
|             | Rodolfo Graziani | 1º luglio 1940  | 25 marzo 1941   |
|             | Italo Gariboldi  | 25 marzo 1941   | 19 luglio 1941  |
|             | Ettore Bastico   | 19 luglio 1941  | 2 febbraio 1943 |
|             | Giovanni Messe   | 2 febbraio 1943 | 13 maggio 1943  |